# Szaradowo
Szaradowo (dawniej Vszeradowo) – wieś w Polsce położona w województwie kujawsko-pomorskim, w powiecie nakielskim, w gminie Szubin.

## Historia
Pierwsza wzmianka o wsi pochodzi z 1386 roku, kiedy to należała do rodu Pałuków. Wieś szlachecka, własność wojewody płockiego Piotra Potulickiego, około 1580 roku leżała w powiecie kcyńskim województwa kaliskiego. W XVIII wieku wchodziła w skład dóbr szubińskich.

## Podział administracyjny
W latach 1975–1998 miejscowość administracyjnie należała do województwa bydgoskiego. 11 marca 2010 Szaradowo stało się odrębnym sołectwem, w skład którego wchodzą: Szaradowo, Zalesie: ul. Wierzbowa oraz Ameryczka.

## Demografia
Według Narodowego Spisu Powszechnego (III 2011 r.) liczyła 103 mieszkańców. Jest 33. co do wielkości miejscowością gminy Szubin.

## Nekropolie
Na terenie wsi zlokalizowany jest nieczynny cmentarz ewangelicki. Na cmentarzu parafialnym w Szaradowie pochowany jest Jan Bujarski, 22-letni powstaniec wielkopolski, który zginął pod Studzienkami.

## Grupy wyznaniowe
Wieś należy do parafii św. Mikołaja Biskupa.

## Zabytki
Według rejestru zabytków NID na listę zabytków wpisana jest nawa kościoła parafialnego, lata: 1838, 1886; nr rej.: A/1589 z 17.05.2011.
Klasycystyczny kościół pw. św. Mikołaja Biskupa pochodzi z 1838 roku, został odbudowany po pożarze 68 lat później. W świątyni znajdują się liczne zabytki. Ołtarz bogato rzeźbiony barokowo-klasycystyczny zestawiony ponownie w 1886 roku – rokokowy, płaskorzeźbiony tron z drugiej połowy XVIII. Z tego wieku pochodzą również: ambona (na której bokach znajdują się płaskorzeźby czterech Ewangelistów) i chrzcielnica z figurką św. Jana Chrzciciela na szczycie. Z 1888 roku pochodzą organy piszczałkowe, mechaniczne zbudowane przez organmistrza Józefa Gryszkiewicza z Poznania. W latach 1982–1994 powiększony o prezbiterium, zakrystię, salkę katechetyczną i wieżę.